# Naturschutzgebiet Standortübungsplatz bei Büecke

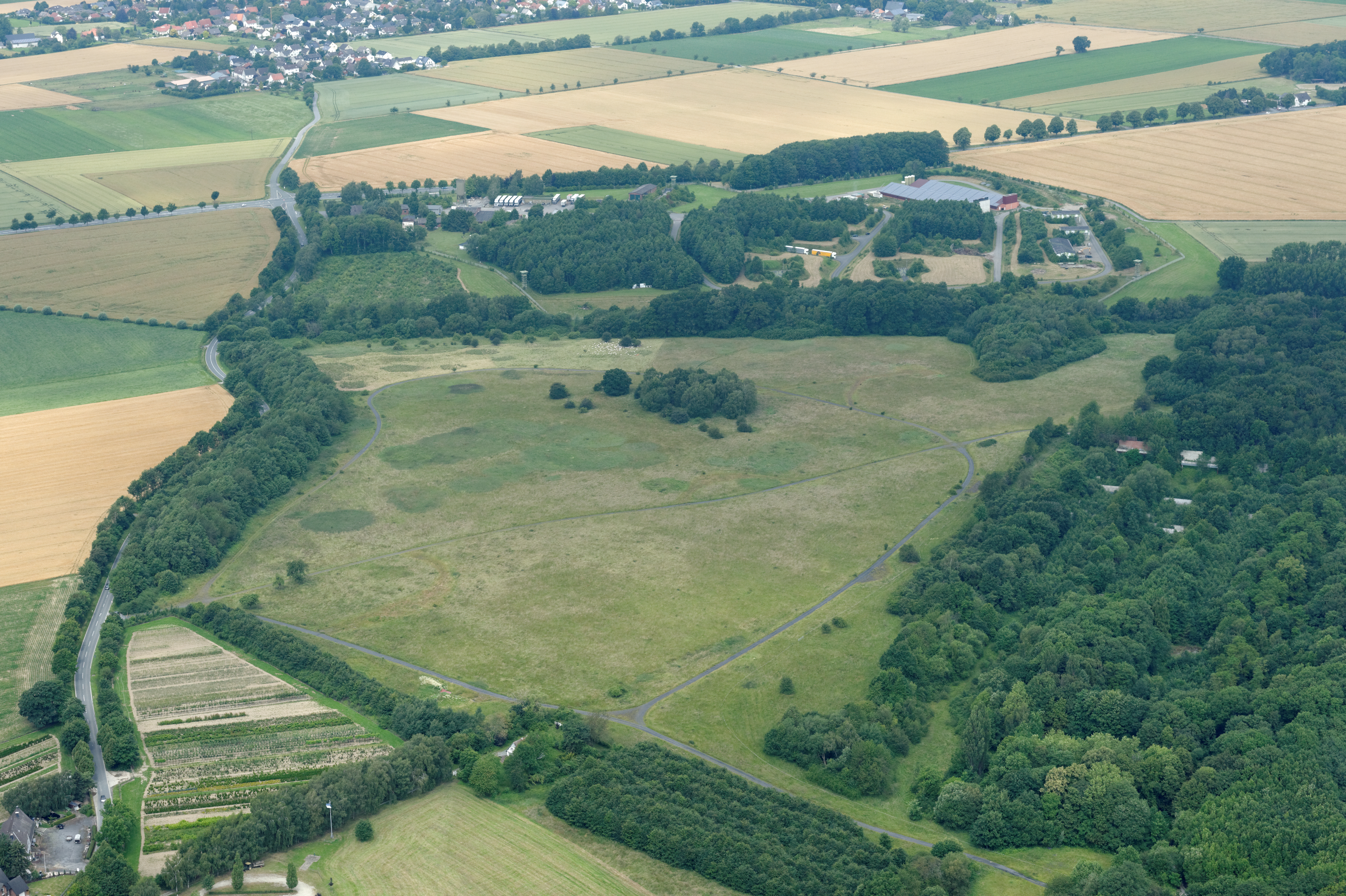
Westlicher Teil des Naturschutzgebiets Standortübungsplatz bei Büecke (untere Bildhälfte)

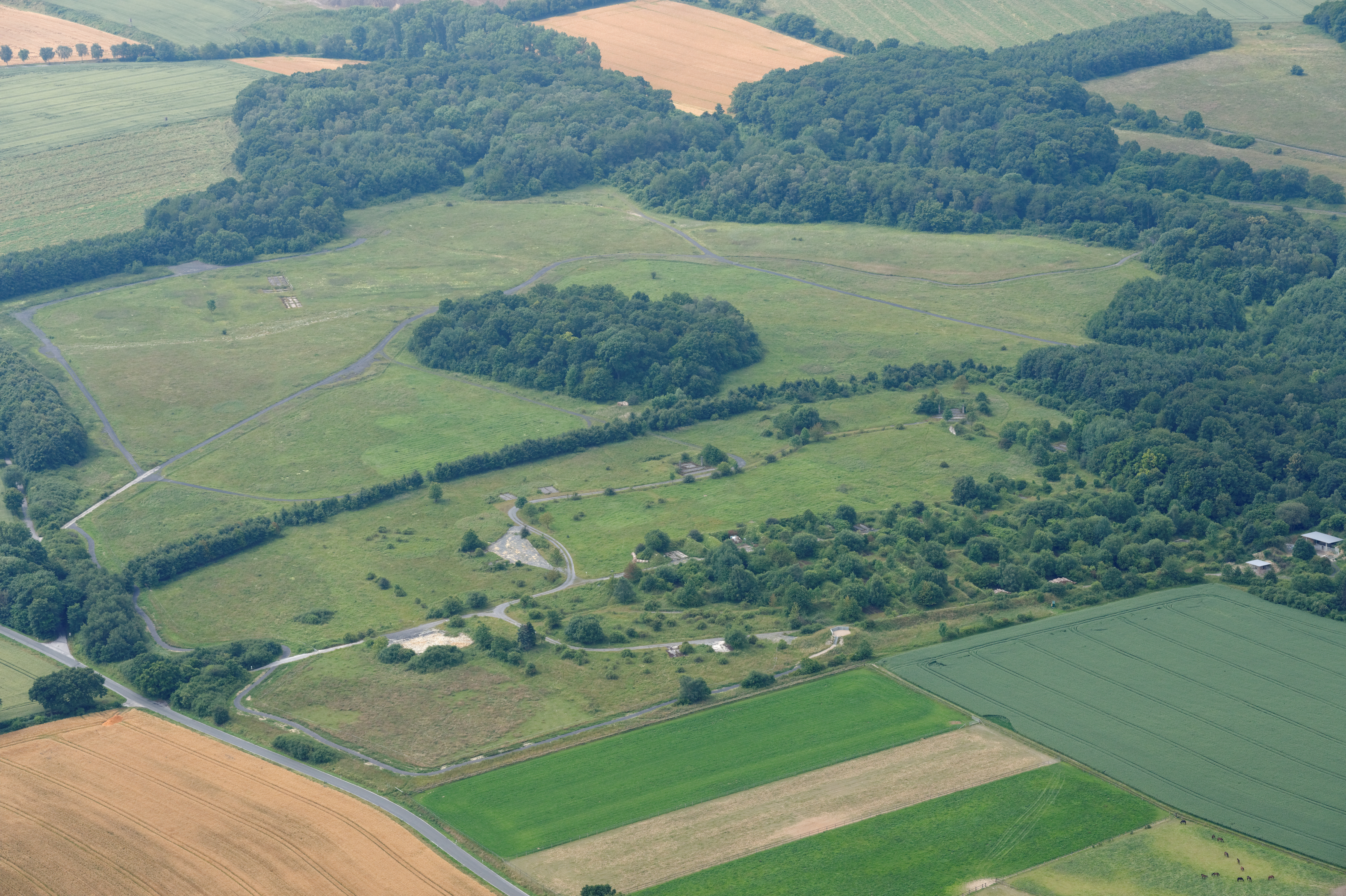
Östlicher Teil des Naturschutzgebiets Standortübungsplatz bei Büecke

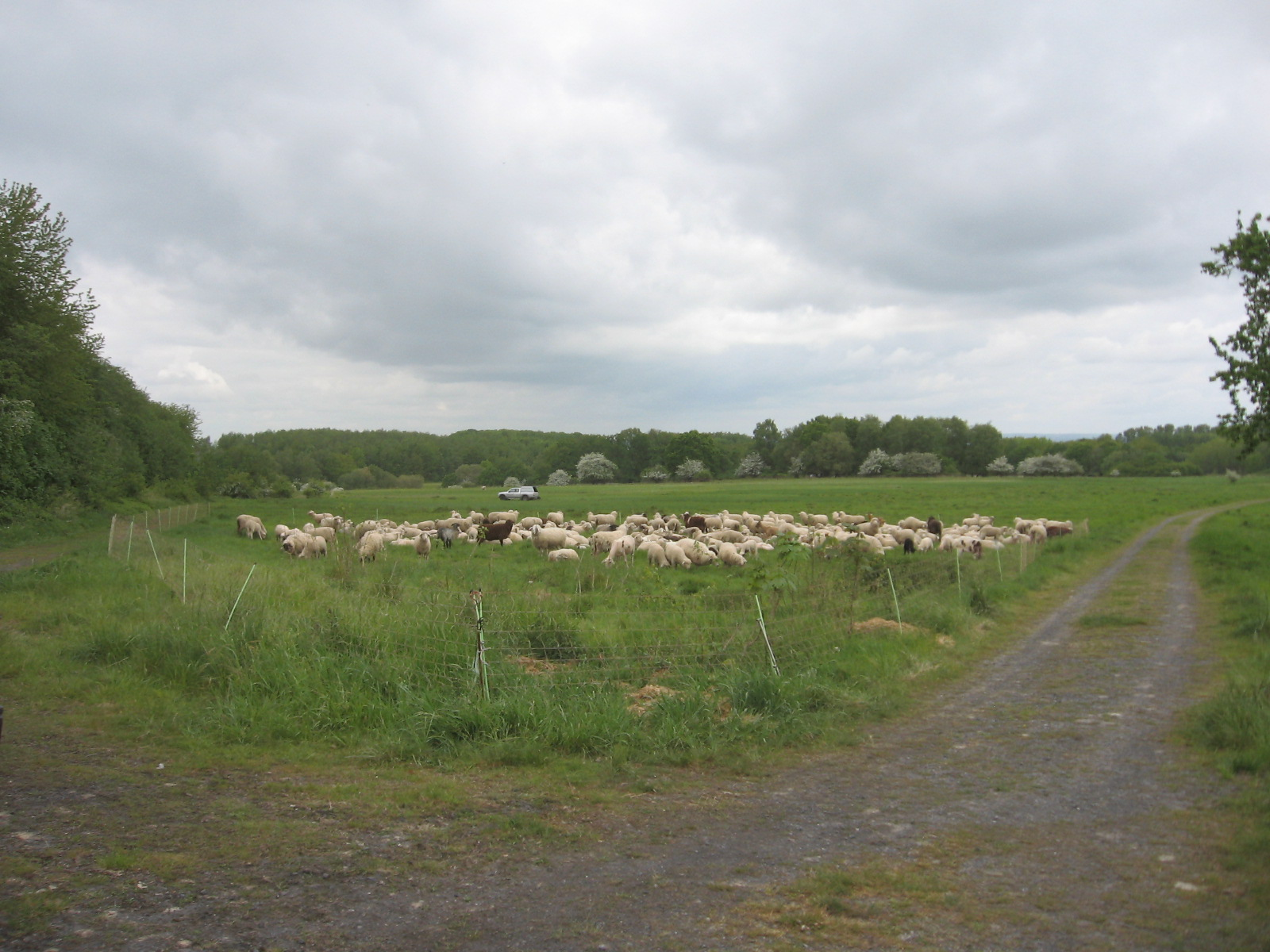
Gekoppelte Schafherde im nordwestlichen Bereich des NSG

Das Naturschutzgebiet Standortübungsplatz bei Büecke mit einer Größe von 247 ha liegt nördlich von Büecke im Gemeindegebiet von Möhnesee und im Stadtgebiet von Soest im Kreis Soest. Rund 40 % der Fläche liegen auf dem Gebiet der Gemeinde Möhnesee. Das Gebiet wurde 2004 von der Bezirksregierung Arnsberg per Verordnung als Naturschutzgebiet (NSG) ausgewiesen. Große Teile des NSG gehören zum FFH-Gebiet Büecke und Hiddingser Schledde (DE-4414-301) mit einer Größe von 190 ha, nur die westlichen Teile des NSG gehören nicht zum FFH-Gebiet.

## Gebietsbeschreibung
Im NSG handelt es sich um den dortigen ehemaligen Standortübungsplatz der belgischen Garnison in Soest und auch der Bundeswehr. Im NSG finden sich großflächige baumfreien Magergrünlandbereiche. In Fahrzeugspuren von Militärfahrzeugen wie Panzern befinden sich zahlreiche Kleingewässer, die als Laichgewässer von Amphibien dienen. Ferner befinden sich drei tief eingeschnittene Trockentäler, hier Schledden genannt, im NSG. Diese Trockentäler zerteilen das NSG in die drei Hochflächen Roe, Kleiberg und Mark. Randlich ist das Gebiet begrenzt durch Gebüsche, kleine Wälder und Obstwiesen. 
2017 übergab die Bundesrepublik 200 ha als Teil des Nationalen Naturerbes an die NRW-Stiftung. Die restlichen Flächen im östlichen Teil des NSG befinden sich im Eigentum von Privatpersonen. Die Arbeitsgemeinschaft Biologischer Umweltschutz im Kreis Soest betreut die Fläche für die NRW-Stiftung.
Im NSG sind 100 ha eingezäunt und werden mit Heckrindern und Konik-Pferden bzw. Kreuzungen mit dem Przewalski-Pferd ganzjährig beweidet. Die mit Rindern und Pferden beweideten Flächen werden auch als Weidelandschaft Kleiberg bezeichnet, da sie sich um den Kleiberg befinden. Der Bereich der Weidelandschaft Kleiberg ist für Besucher gesperrt. Über ein randliches Wegenetz und zwei Aussichtshügel können die Weidefläche eingesehen werden. Die westlichen Grünlandbereiche im NSG werden mit Schafen in Koppelhaltung beweidet.

## Pflanzenarten im NSG
Auswahl vom Landesamt für Natur, Umwelt und Verbraucherschutz Nordrhein-Westfalen dokumentierter Pflanzenarten im Gebiet: Behaarte Karde, Breitwegerich, Dornige Hauhechel, Echte Nelkenwurz, Echte Zaunwinde, Echtes Johanniskraut, Echtes Tausendgüldenkraut, Einbeere, Einjähriges Berufkraut, Floh-Knöterich, Geflecktes Knabenkraut, Gänseblümchen, Gänsefingerkraut, Gelber Wau, Gemeiner Hohlzahn, Gewöhnliche Goldnessel, Gewöhnlicher Froschlöffel, Gewöhnlicher Natternkopf, Gewöhnliches Bitterkraut, Gift-Hahnenfuß, Große Sternmiere, Großes Hexenkraut, Großes Windröschen, Hain-Ampfer, Huflattich, Jakobs-Greiskraut, Kahles Bruchkraut, Kleinblütiges Knopfkraut, Kleine Bibernelle, Kleine Braunelle, Kleiner Odermennig, Kleiner Orant, Kleines Habichtskraut, Kratzbeere, Magerwiesen-Margerite, Maiglöckchen, Nesselblättrige Glockenblume, Nickende Distel, Oregano, Rainfarn, Ruprechtskraut, Salbei-Gamander, Sanikel, Spitzwegerich, Stumpfblättriger Ampfer, Sumpf-Schachtelhalm, Taumel-Kälberkropf, Vogel-Nestwurz, Vogel-Wicke, Wald-Platterbse, Wald-Ziest, Wasserminze, Wasserdost, Weißes Waldvöglein, Wiesen-Bocksbart, Wiesen-Bärenklau, Wiesen-Flockenblume, Wiesen-Labkraut, Wiesen-Platterbse, Wilde Möhre und Zierliches Tausendgüldenkraut.

## Tierarten im NSG
Das Landesamt dokumentiert die Brutvogelarten Baumpieper, Feldlerche, Feldschwirl, Gartenrotschwanz, Goldammer, Grauammer, Grünspecht, Kernbeißer, Neuntöter, Rotmilan, Turteltaube, Wespenbussard und Wiesenpieper im Schutzgebiet. Amphibienarten im Gebiet sind Bergmolch, Geburtshelferkröte, Gelbbauchunke, Grasfrosch, Kammmolch, Kreuzkröte und Teichmolch. Zu Beginn der 1990er Jahre kamen 13 verschiedene Amphibien- und Reptilienarten vor. Nach Ende der militärischen Nutzung waren um 2020 nur noch etwa die Hälfte der Arten vorhanden. Es erfolgen gezielte Managementmaßnahmen wie Anlage weitere Amphibien-Gewässer. Nach Aufgabe der militärischen Nutzung ging die Gelbbauchunke von rund 10.000 Exemplaren auf etwa 50 Tiere zurück. Man setzte unterschiedlichen Fahrzeuge bis zum Leopard 1 ein um neue Fahrspuren als Laichplätze zu schaffen. 2020 setzte man im Rahmen des LIFE-Programms Bovar in Gefangenschaft aufgezogenen Unken im Gebiet zur Bestandsstützung aus.

## Schutzzweck
Laut Verordnung erfolgte die Ausweisung:
- „ 1. zur Erhaltung, Herstellung und Wiederherstellung, a) eines regional bedeutsamen geschlossenen Magergrünlandkomplexes mit Kleingewässern, Laubwäldern, Gebüschen und Säumen als Lebensraum von seltenen und gefährdeten sowie landschaftsraumtypischen Tier- und Pflanzenarten, insbesondere Amphibien, Reptilien und Vögel. Die besondere Bedeutung des Gebietes besteht in den durch die militärische Nutzung entstandenen und durch gelegentliche Befahrung enthaltenen Kleingewässern, die als Laichhabitate für die vom Aussterben bedrohte Gelbbauchunke dienen. b) von Lebensräumen und Vorkommen der wild lebenden Tier- und Pflanzenarten, die in den Anhängen II der FFH-Richtlinie aufgeführt sind. Soweit Lebensräume oder Arten bedroht sind und ihre Erhaltung von besonderer Bedeutung ist, sind sie als prioritär eingestuft. Hierbei handelt es sich um folgende Art gemäß Anhang II der FFH-Richtlinie: Gelbbauchunke (Bombina variegata). Außerdem handelt es sich um Lebensstätten für folgende im Schutzgebiet vorkommende Vogelarten, auf die sich der Artikel 4 der Vogelschutzrichtlinie bezieht: Neuntöter (Lanius collurio) und Rotmilan (Milvus milvus),
- 2. aus wissenschaftlichen, naturgeschichtlichen, kulturgeschichtlichen (als Referenzfläche für Böden und Bodenorganismen) und landeskundlichen Gründen,
- 3. wegen der Seltenheit, besonderen Eigenart und der hervorragenden Schönheit des Gebietes.“[8]